# ウィリアム要塞

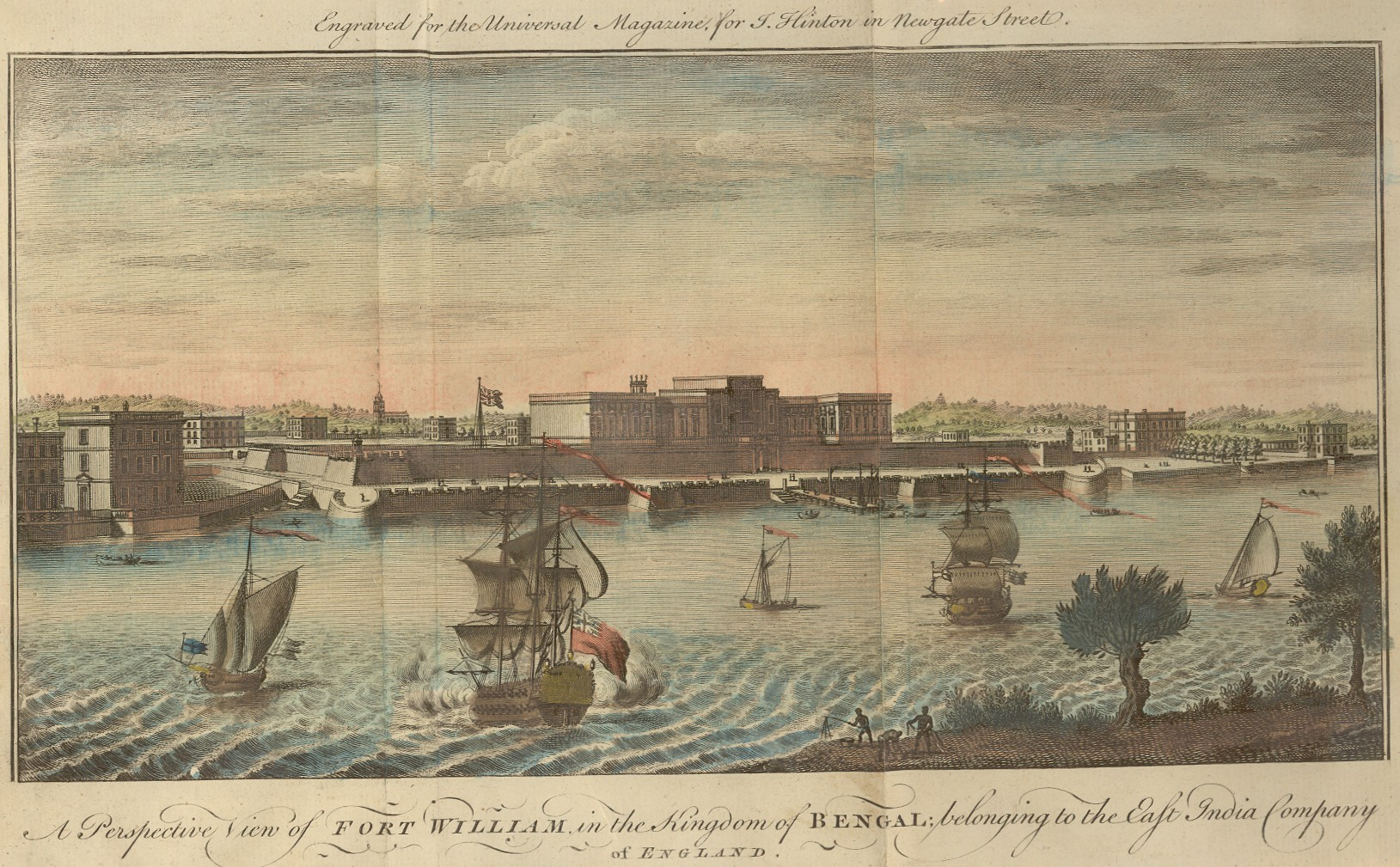
ウィリアム要塞（1760年）

ウィリアム要塞（ウィリアムようさい、英語：Fort William）は、インドの西ベンガル州、コルカタ県の都市コルカタにある城塞。フォート・ウィリアムとも呼ばれる。かつてイギリスにより建設され、その支配下にあった。

## 歴史

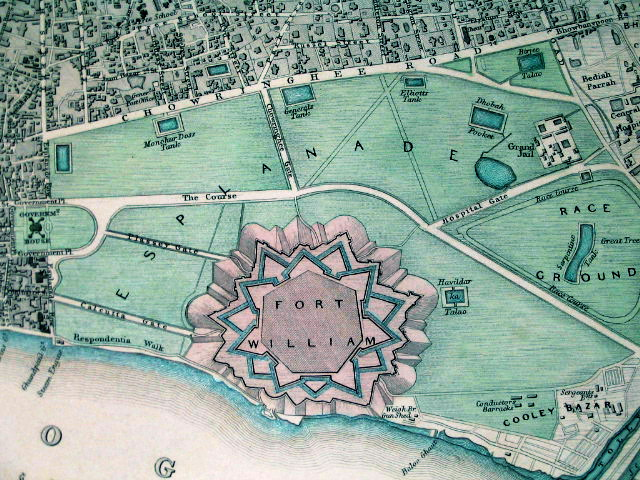
ウィリアム要塞とその周辺、1844年の地図より

1696年、イギリス東インド会社はこの地の支配権を獲得したのち、ウィリアム要塞の建設を始めた。要塞の名は当時の王ウィリアム3世にちなむ。
1740年代、ベンガルに侵入してきたマラーター勢力が攻撃した（マラーターのベンガル遠征）。
1756年、イギリスはベンガル太守シラージュ・ウッダウラと衝突し、要塞は攻撃され、占領された。その際、英人が大量に死亡するブラック・ホール事件が発生した。
だが、1757年にロバート・クライヴによって奪還され、そののちずっとイギリスの支配の拠点であり続けた。